# Prochlorococcus
Prochlorococcus is de kleinste en meest voorkomende cyanobacterie in de oceanen en neemt een groot deel van de globale fotosynthese voor zijn rekening (5%). Het is daarmee de grootste primaire producent in de oceanen. Dit geslacht behoort tot het picoplankton en is, met een afmeting van 0,6 μm, de kleinste onder de cyanobacteriën (ofwel blauwalgen). De bacterie heeft invloed op het klimaat en heeft een belangrijke rol (gehad) in de evolutie van de atmosfeer van de Aarde. Prochlorococcus bestaat uit verschillende stammen, ook wel verschillende ecotypen, die in diverse omstandigheden gedijen. Belangrijk daarbij zijn de temperatuur en de hoeveelheid licht die de bacteriën op bepaalde diepten in het oceaanwater ontvangen.

## Ontdekking
De kleine bacteriecellen van het geslacht Prochlorococcus werden, ondanks het groot belang voor de ecologie, het klimaat en de biologie pas in 1988 door Sallie Chrisholm en haar lab ontdekt. Rond het jaar 2000 begon men over de hele wereld monsters van oceaanwater te nemen om de bacterie te bestuderen, en werd het duidelijk dat het aantal stammen binnen eenzelfde millimeter water kon oplopen tot wel 100, elk met 100 van elkaar verschillende genen. Men onderscheidt hoofdzakelijk de stammen die in lichtere wateren verkeren (High Light; HL) van de stammen die in donkerder wateren floreren (Low Light; LL). Het is de onderzoekers in 1992 gelukt Prochlorococcus in het lab te houden en te kweken. Deze cellijn wordt aangeduid met Prochlorococcus marinus, de enige soort binnen dit geslacht.

## Kenmerken
Prochlorococcus vormen samen met Synechococcus de picocyanobacteriën (met een cel diameter ≤ 2μm) die verantwoordelijk zijn voor een belangrijk deel van de primaire productie. Prochlorococcus is daarvan de kleinste met een diameter van ≤ 1μm.
De bacterie wordt ook gekenmerkt door de transmembrane divinyl chlorofyl a en b (of Chl a2 en b2) in tegenstelling tot andere cyanobacteriën die aan het membraan gebonden ficobilisomen bezitten en ook anders dan alle eukaryoten die monovynil chlorofyl a en b (Chl a en Chl b) bezitten. Dit kenmerk maakt het mogelijk de aanwezigheid en de hoeveelheid van Prochlorococcus eenvoudig met flowcytrometrie in zeewatermonsters vast te stellen.
De grootte van het genoom varieert al naargelang de diepte waarop het plankton leeft. De verschillende ecotypen leven op uiteenlopende diepten, tot op een diepte van 200 meter. Waar minder licht is, is het genoom omvangrijker dan bij de stammen die dichter bij het oppervlak, waar meer licht is, leven. De stammen die bij minder licht leven hebben een groter genoom met meer genen die ze tegen het licht zouden moeten beschermen, mochten ze dicht bij het oppervlak terechtkomen. Gemiddeld heeft het genoom van de bacterie 2.000 genen, waarvan zo'n 1.200 in alle stammen voorkomen.

## Pigmenten
In de meeste cyanobacteriën is de periferische antenne die licht opvangt verbonden met een groot extern complex: het fycobilisoom. Dit maakt het de bacterie mogelijk blauw licht te ontvangen met een frequentie van tussen 550 en 620 nm dat tot op grotere diepte doordringt. In Prochlorococcus is de antenne daarentegen verbonden met een transmembraan fotosysteem. Het chlorofyl is van een ander soort vergeleken met dat van de eucaryotische algen en landplanten, namelijk divinyl chlorophyll a (Chl a2) and b (Chl b2). De extra vinylgroep wordt niet gereduceerd in Prochlorococcus omdat het specifieke enzym reductase daarvoor ontbreekt. De verhouding tussen de hoeveelheid van de twee soorten chlorofyl bepaalt de efficiëntie van groei en is kenmerkend voor de verschillende ecotypen Prochlorococcus die in sterker licht leven (HL) of in zwakker licht (LL) respectievelijk in ondieper of in diep water.

## Evolutie en klimaat
Prochlorococcus heeft, in tegenstelling tot veel ander fytoplankton, de lichtantennes fycobilisoom vervangen door chlorofyl a2 en b2, twee unieke vormen van chlorofyl, specifiek van deze bacterie. Deze eigenschappen zijn mogelijk van belang geweest gedurende de evolutie, toen de atmosfeer nog geen zuurstof bevatte, in analogie met de diepere oceaanwateren van nu. Prochlorococcus heeft zich afgetakt van andere cyanobacteriën toen het milieu arm was aan zuurstof voordat de transitie van fycobilisomen naar transmembrane chlorofyl-complexen plaatsvond. Deze bacterie, of een voorouder ervan, zou bijgedragen kunnen hebben aan de oxidatie van de oude oceanen en een belangrijke rol gehad kunnen hebben in de Zuurstofcrisis
Prochlorococcus speelt een belangrijke rol in de koolstofcyclus. De bacterie regelt het gehalte aan CO2 van de atmosfeer en daarmee ook de evolutie van de atmosfeer en het klimaat. Er wordt om die reden door grote bedrijven en wetenschappers gediscussieerd over het bijstellen van de hoeveelheid CO2 in de atmosfeer door middel van het 'bemesten' van de oceanen met ijzer om de groei van deze blauwalgen te stimuleren. Deze werkwijze is een vorm van geo-engineering. De algen groeien, sekwestreren daarbij het CO2 en glijden vervolgens af naar de bodem. Het CO2 is daarmee vanuit de atmosfeer naar de bodem van de oceaan verplaatst en 'opgeborgen'. Veel wetenschappers zijn tegen de kunstmatige bemesting uit angst evenwichten te verstoren en de situatie te verergeren.